# Honda Today
El Honda Today (ホンダ・トゥデイ, Honda Tudei) fou un kei car produït per la firma d'automòbils japonesa Honda des de 1985 fins al 1998, quan fou succeït pel Honda Life. Al moment del seu llançament, el model més xicotet de la companyia era el Honda City, que sobrepassava les regulacions dels kei car. El Today va representar la tornada de Honda al segment dels kei car. Des de l'any 1975, Honda havia deixat de produir models d'aquest segment exceptuant els Honda Acty i Honda Street, camió i furgoneta kei respectivament. Des de 1975, el cotxe més menut de la marca fou el Honda Civic fins a l'introducció del City l'any 1981. Al mig de l'èxit del Suzuki Wagon R, la Honda va decidir traure un model similar amb l'antic nom de Life. El nou Life, que complia les noves lleis per a kei cars de 1998 va substituir al Today.

## Primera generació (1985-1998)

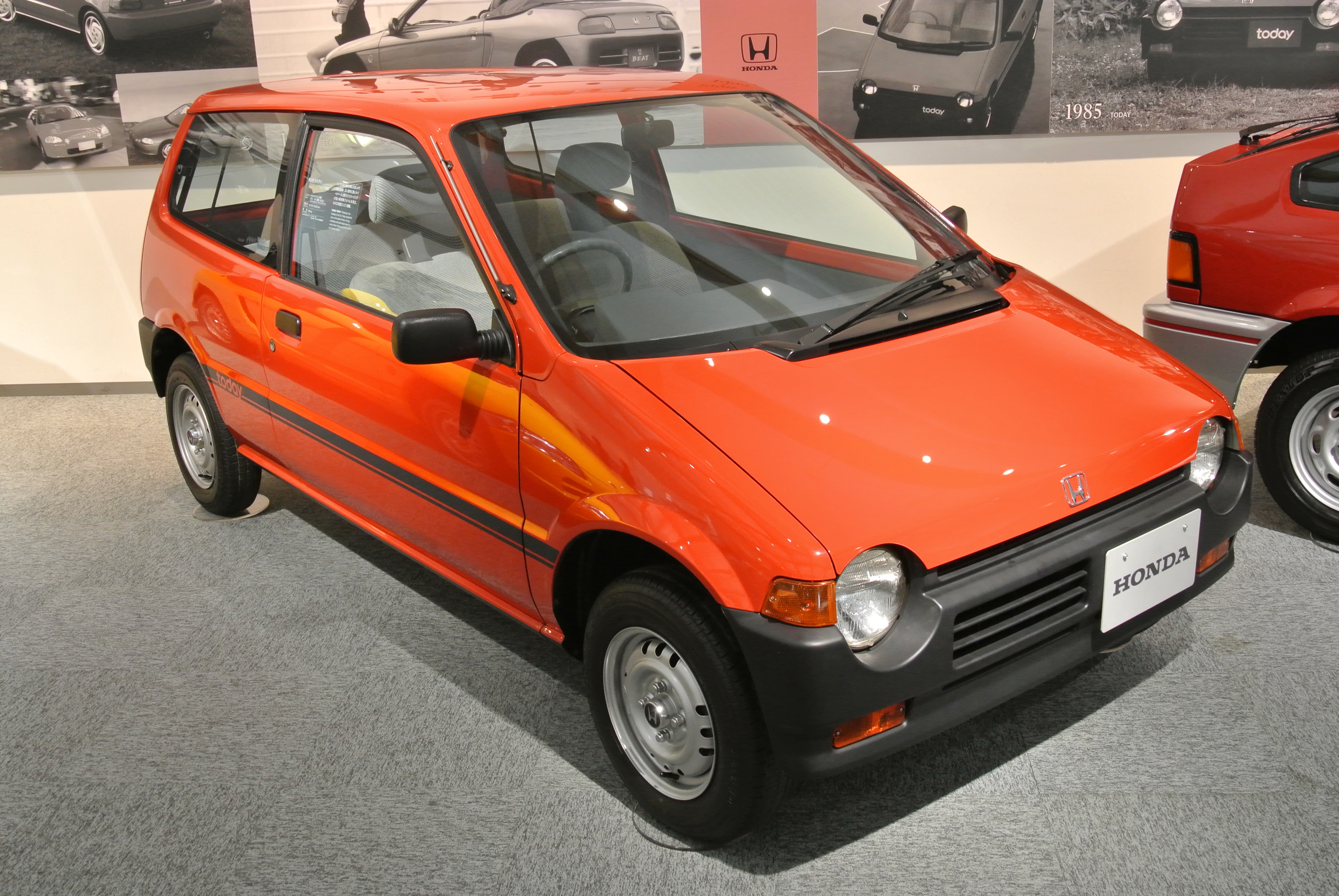
Today pre-remodelació (1985)

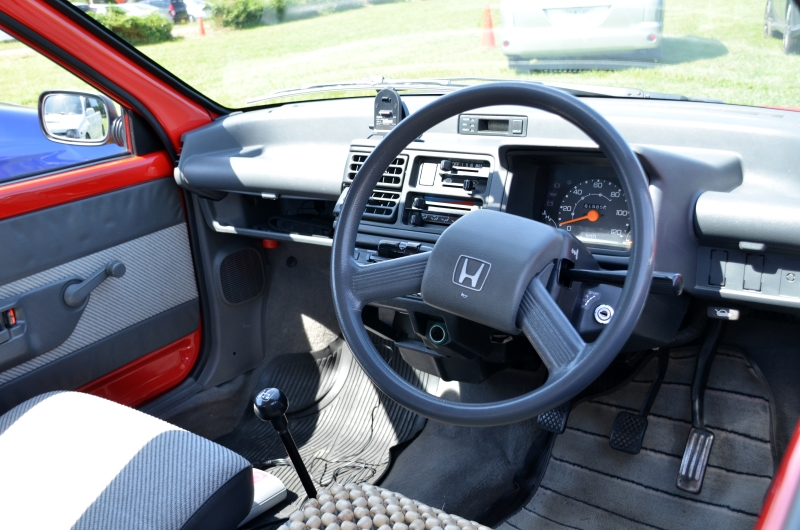
Interior primera generació

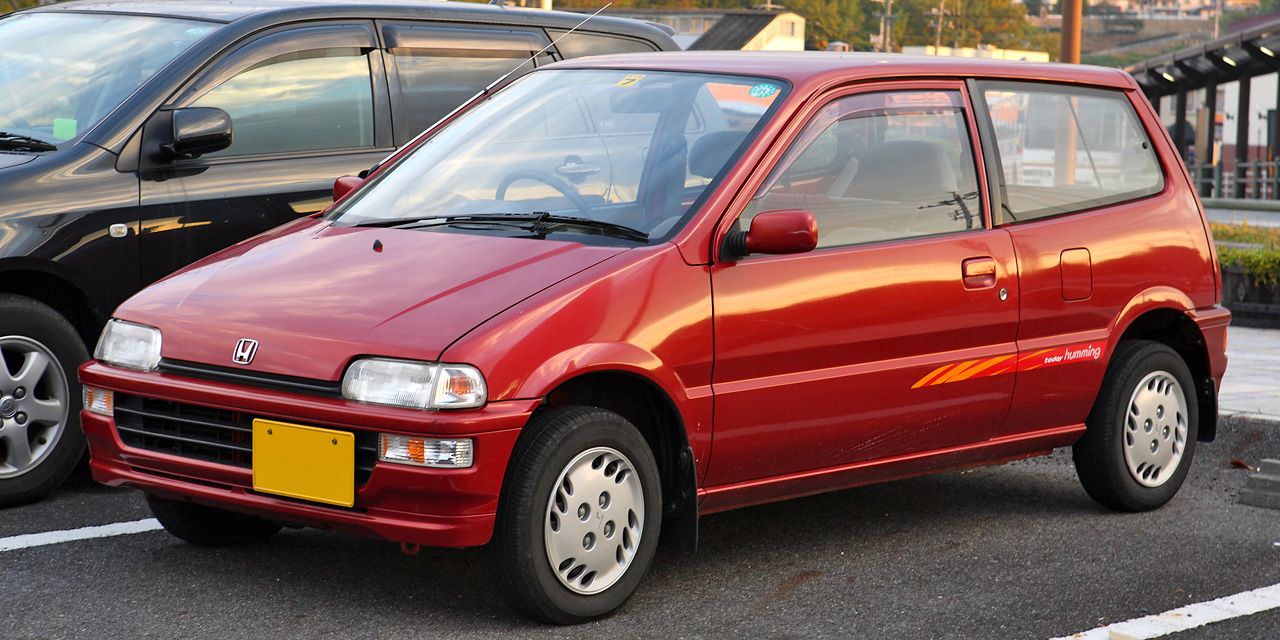
Today remodelat (1994-1998)

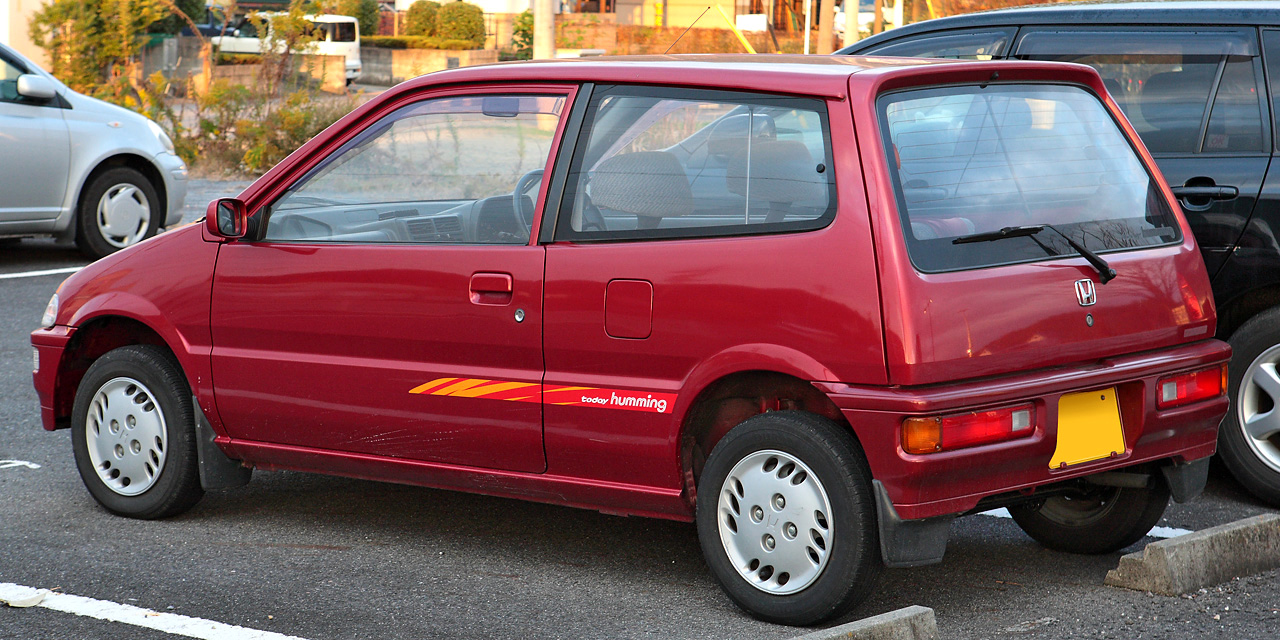
Today remodelat darrere

La primera generació del Honda Today, codificada com a JW1, fou presentada el setembre de 1985 i fou originalment comercialitzada com a vehicle comercial de tres portes degut als beneficis fiscals que la llei japonesa atorgava a este tipus de vehicles. L'eix del darrere era de torsió amb moll helicoidal, mentre que les rodes davanteres estan en puntals amb braços de control que arriben cap endavant. El Today fou comercialitzat inicialment amb tres tipus de versions: la "F", que era la versió més bàsica; la "M", la mitjana i la "G", el top de gama. El Honda Today fou comercialitzat únicament al mercat domèstic japonés. El Today fou presentat a la nova xarxa de concesionaris destinada als automòbils compactes i anomenada Honda Primo junt amb el Honda Civic. El disseny de hatchback amb sostre pla del Today també era compartit amb altres models de la marca com ara el City, el Civic i el Accord AeroDeck. Gràcies a un motor molt compacte i l'eix de suspensió darrera, Honda va poder crear un model amb una batalla de 2.330 mil·límetres, la més llarga en un kei car fins aleshores. També gràcies a l'eficient disseny, l'habitacle del Today ocupava tres quarts de la llargària del vehicle. De manera poc frequent en aquests cotxes, la part inferior era asimètrica, amb el fre d'estacionament desplaçat cap a l'esquerra, donant així més espai addicional per al seient del conductor.
Originalment disponible amb una transmissió manual de quatre velocitats o una transmissió semiautomàtica Hondamatic de dues velocitats, el Today estava propulsat per un motor de 545 centímetres cúbics bicilíndric refrigerat per aigua i amb 31 cavalls de potència.

## Segona generació (1993-1998)

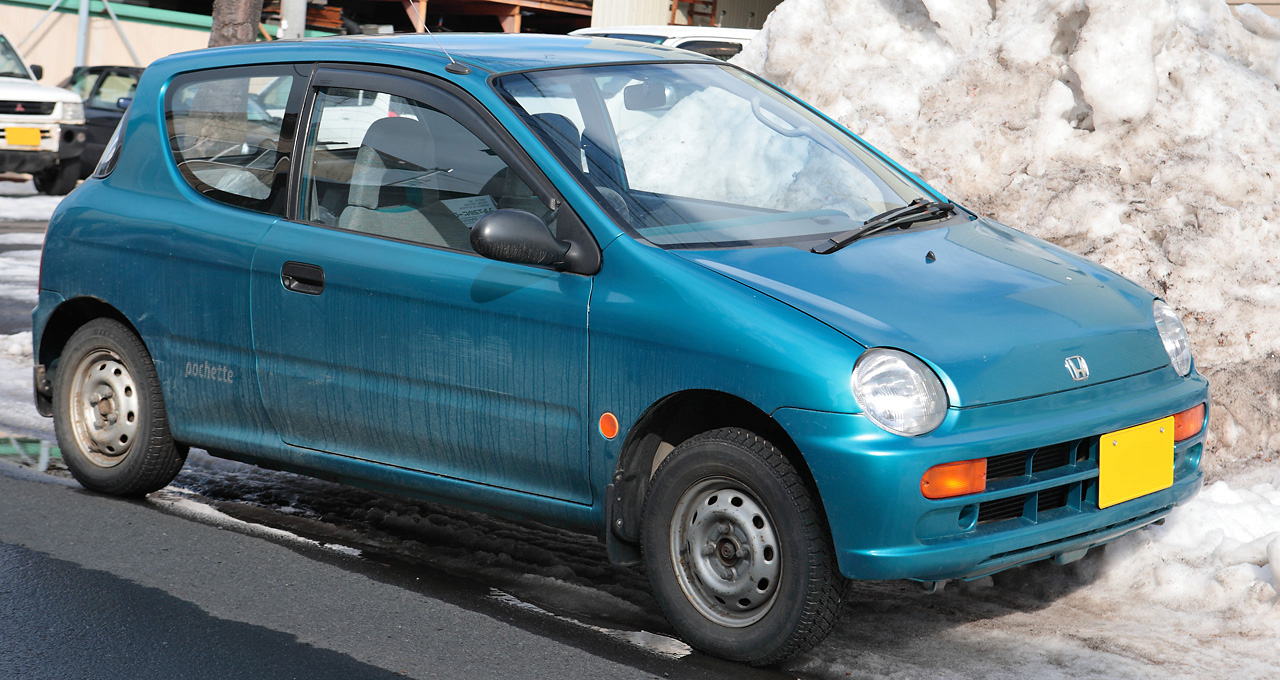
Today Pochette (1993)

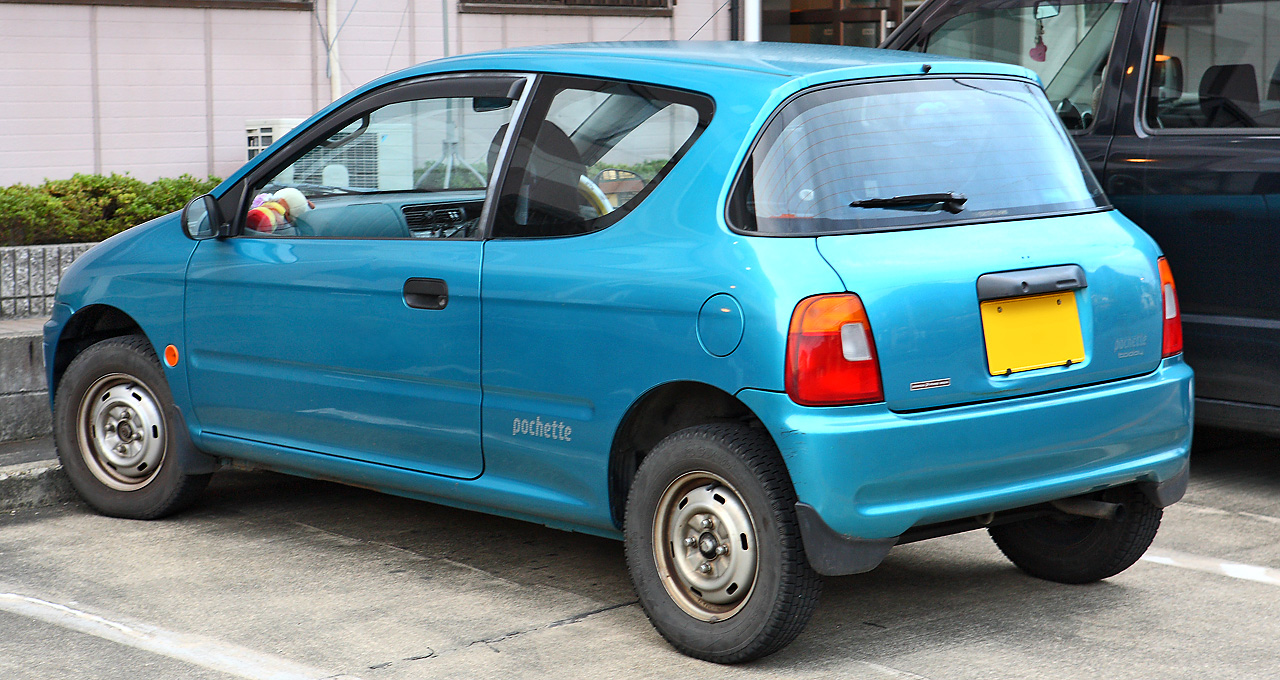
Today Pochette (1993)

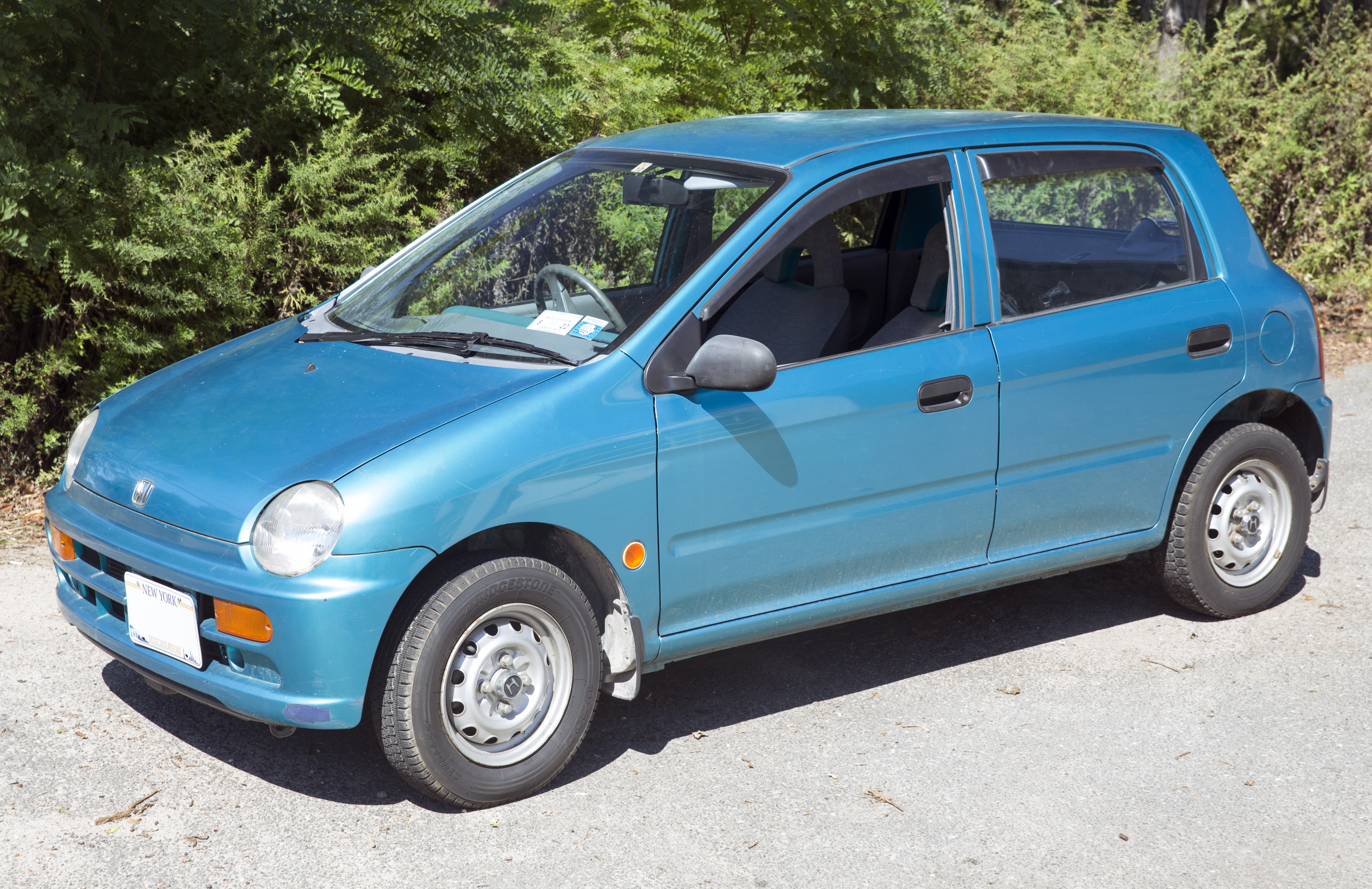
Today Associe Gi (1993)

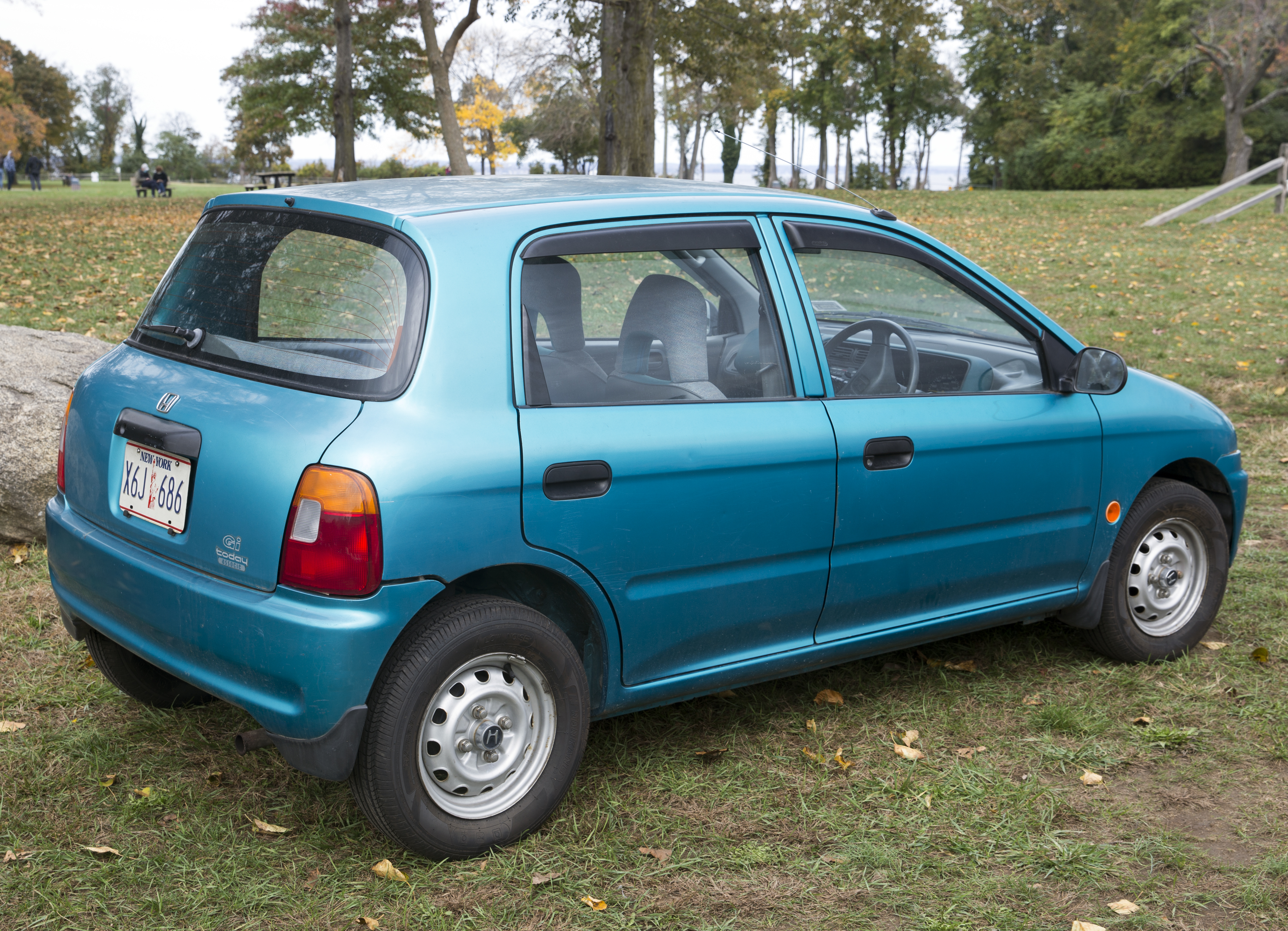
Today Associe Gi (1993)

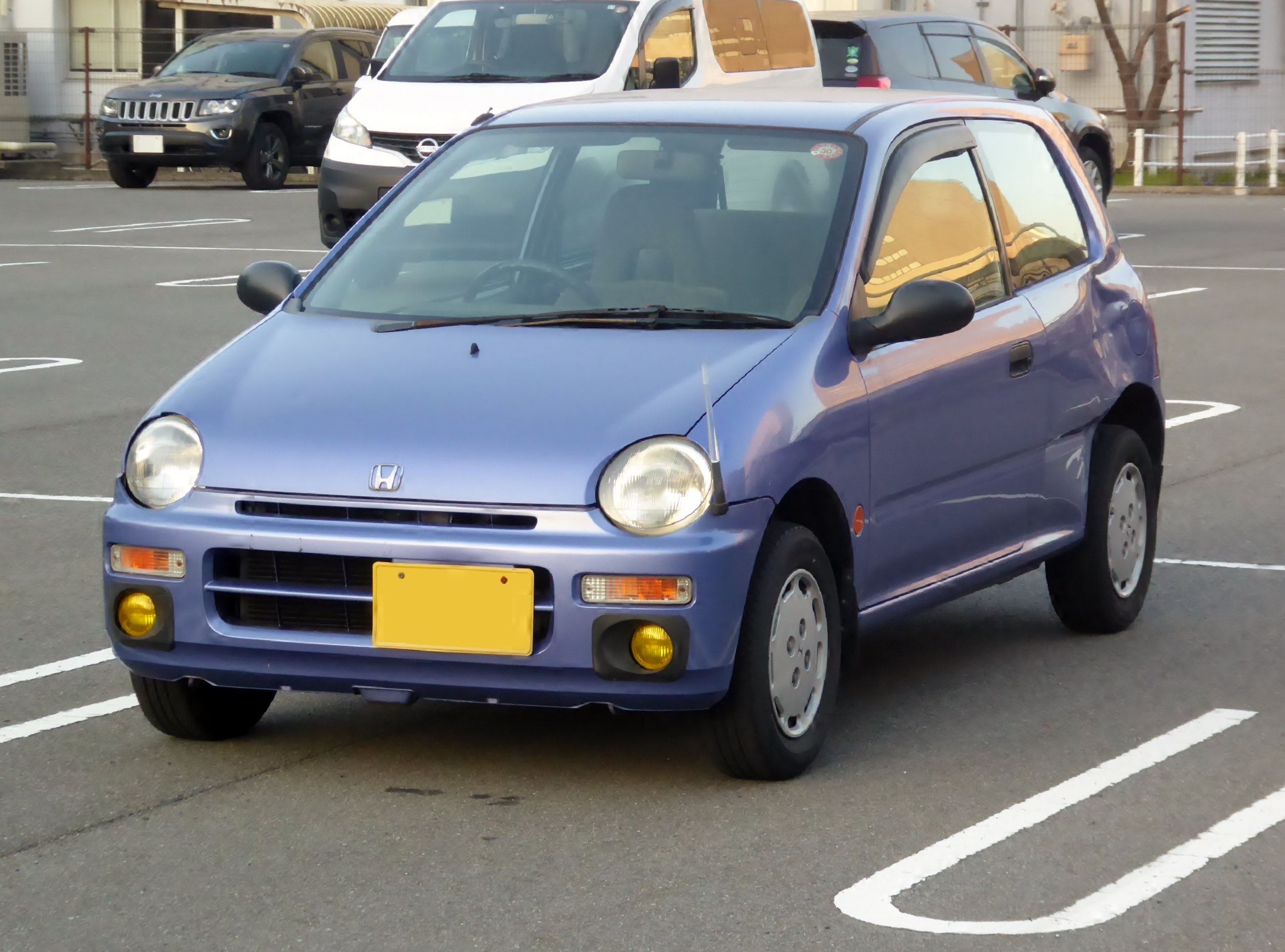
Today 3 portes Gs (1996)

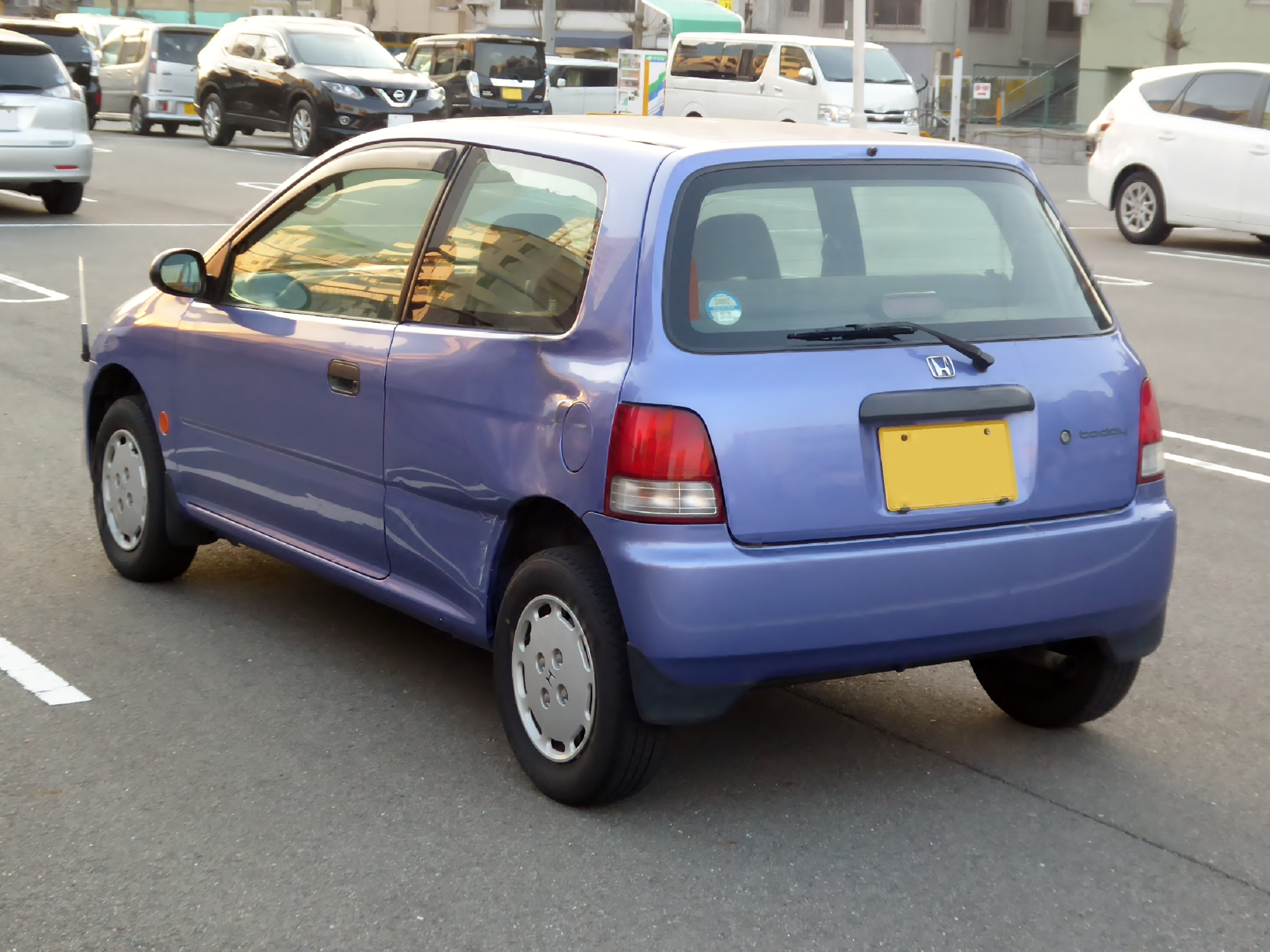
Today 3 portes Gs (1996)

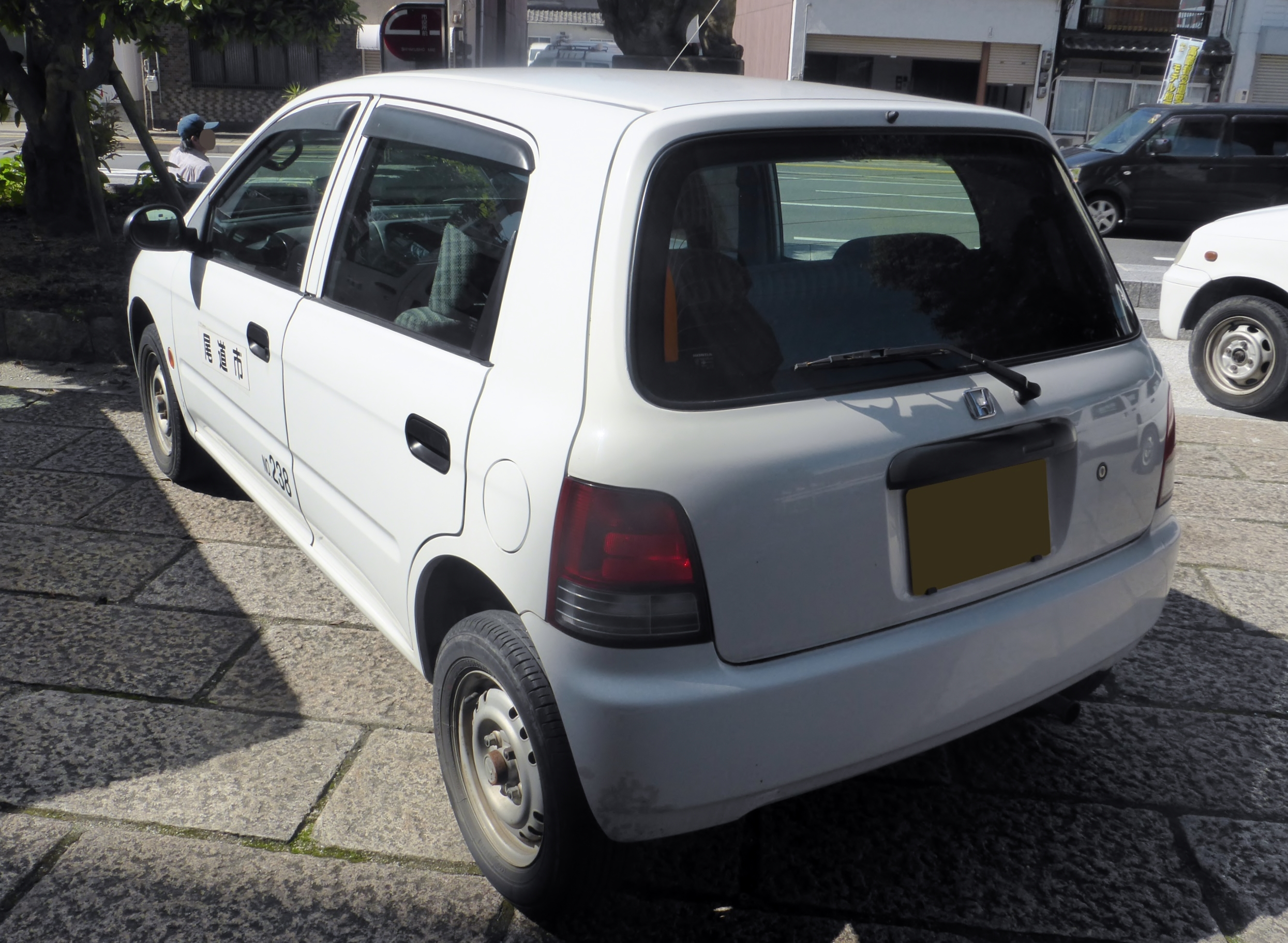
Today 5 portes Qi 4WD (1996)

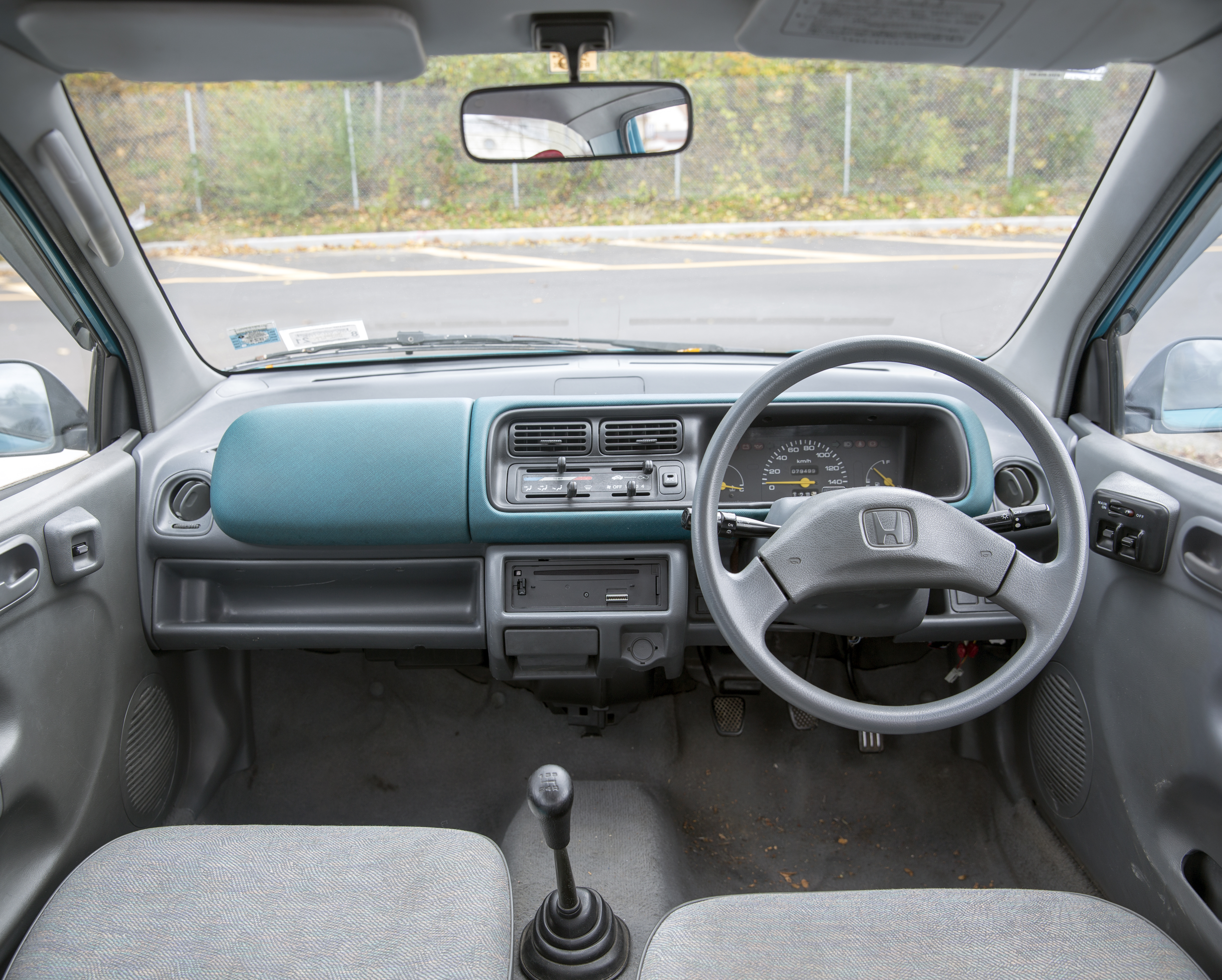
Interior Today Associe (1993)

El gener de 1993 fou llançada al mercat una nova generació del Honda Today, la segona. A diferència de la primera generació, dissenyada amb uns plantejaments més bàsics enfocats cap a l'activitat comercial, la segona generació del Today fou dissenyada des d'un principi com a turisme. Així, la suspensió fou revisada per tal d'una conducció més confortable i el cotxe no duia portó darrer, en el seu lloc hi havia una porta més xicoteta que feia d'accés al maleter, convertint el cotxe en un sedan de forma similar al Honda Civic de 1992. Això va influenciar el nom de la versió de dues portes, anomenada en francés "Pochette", que traduït al català vol dir "bosseta", nom que descriu la forma d'obrir el maleter. El factor de la porta del maleter més menuda va augmentar la duresa de la carrosseria; la inusual forma del vidre darrer en forma de "J" millorava la visibilitat del conductor cap a totes les bandes en la variant amb carrosseria de dues portes. Com a la primera generació, l'interior no és simètric. En aquesta segona generació, els dissenyadors van aprofitar l'espai extra per tal de fer el seient del conductor lleugerament més ampli que el del copilot. Aquestes millores al cotxe estaven destinades al públic desitjat per al producte: principalment joves jóvens que generalment condueixen soles i que necessiten un xicotet espai de càrrega i places per a més viatgers ocasionals.
Inicialment disponible només en variant de dues portes, el maig del mateix 1993 es presentà la versió de quatre portes, anomenada Today Associe. Als models de quatre portes que duien vidres elèctrics, les finestres darreres encara s'accionaven de manera manual. Des del nivell d'equipament més baix (Mi), un airbag lateral del conductor s'oferia com a opció. Als models de tracció davantera més equipats ha havia disponible un sistema d'ABS, tot i que aquest reduïa considerablement l'espai al maleter. Encarregar les opcions de l'airbag o els frens ABS era l'única forma d'obtindre els cinturons de seguretat ELR de tres punts als seients darrers en lloc dels aleshores cinturons comuns.